# Tiptoes
Tiptoes (alternativ: Tiptoes – (nicht) auf die Größe kommt es an) ist eine US-amerikanisch-französische Filmkomödie von Matthew Bright aus dem Jahr 2003.

## Handlung
Die Künstlerin Carol verliebt sich in Steven Bedalia, mit dem sie zusammenzieht. Sie wird von ihm schwanger. Bedalia offenbart ihr, dass seine ganze Familie kleinwüchsig sei; er sei der einzige, der die übliche Größe eines Menschen erreichte. Sogar sein Zwillingsbruder Rolfe sei kleinwüchsig.
Carol entscheidet sich trotzdem dafür, das Kind zu bekommen. Sie erfährt von Rolfe über das Leben der kleinwüchsigen Menschen, zeitweise ist sie in Rolfe verliebt.

## Hintergrund
Der Film wurde in Los Angeles gedreht. Seine Weltpremiere fand am 8. September 2003 auf dem französischen Deauville Film Festival statt.

## Kritiken
Lisa Nesselson lobte in der Zeitschrift Variety vom 24. September 2003 die Darstellung von Gary Oldman. Der Film beschäftige sich mit zu vielen Themen und sei ein „achtbarer Fehlschlag“ („honorable failure“).
Das Lexikon des internationalen Films schrieb, der „melodramatische“ Film habe zwar „Schwächen“, aber er unterhalte „solide“ und setze sich für „gesellschaftliche Außenseiter“ ein. Die Darstellungen wurden als „überzeugend“ gelobt.